# James Hall (attore)
James Hall, all'anagrafe James E. Brown (Dallas, 22 ottobre 1900 – Jersey City, 7 giugno 1940), è stato un attore statunitense.

## Biografia
Iniziò la sua carriera cinematografica all'epoca del cinema muto. Il suo primo film sonoro fu il giallo La canarina assassinata (1929), interpretato da William Powell e Louise Brooks. Nel 1930, fu uno dei protagonisti de Gli angeli dell'inferno di Howard Hughes, dove recitò a fianco di Jean Harlow. Il suo ultimo film fu Manhattan Tower nel 1932.
Hall morì di cirrosi il 7 giugno 1940 a Jersey City. Venne sepolto all'Holy Cross Cemetery in North Arlington, New Jersey.

## Filmografia
- L'ultimo addio (Hotel Imperial), regia di Mauritz Stiller (1927)
- La scuola delle sirene (Swim Girl, Swim), regia di Clarence G. Badger (1927)
- L'ultima gioia (Four Sons),  regia di John Ford (1928)
- Romanzo d'amore (The Case of Lena Smith), regia di Josef von Sternberg (1929)
- La canarina assassinata (The Canary Murder Case), regia di Malcolm St. Clair (1929)
- Lui, lei, l'altra (The Saturday Night Kid), regia di A. Edward Sutherland (1929)
- Smiling Irish Eyes, regia di William A. Seiter (1929)
- Gli angeli dell'inferno (Hell's Angels), regia di Howard Hughes (1930)
- Nel regno della fantasia (Let's Go Native), regia di Leo McCarey (1930)
- Maybe It's Love, regia di William A. Wellman (1930)
- Galas de la Paramount, regia di AA. VV. (1930)
- Millie, regia di John Francis Dillon (1931)
- La peccatrice (The Good Bad Girl), regia di Roy William Neill (1931)
- Manhattan Tower, regia di Frank R. Strayer (1932)